# Arthrophytum betpakdalense
Arthrophytum betpakdalense là loài thực vật có hoa thuộc họ Dền. Loài này được Korovin & Mironov mô tả khoa học đầu tiên năm 1935.